# 河崎氏
河崎氏（かわさきし）は、日本の姓氏の一つ。川崎氏とも表記する。

## 桓武平氏流河崎氏
桓武平氏秩父氏の一派で、現在の川崎市川崎区一帯に勢力を張った一族。後に相模国渋谷荘（藤沢市・綾瀬市）に移住し渋谷氏を称した。風俗街で有名な川崎・堀之内は同氏の居館があったところとされる。

## 筑後河崎氏 (調一党)
桓武平氏流とは別系の、筑後国に拠点を持った一族で、筑後十五城の一つに数えられる。同じく筑後十五城の星野氏や黒木氏と同じく古代の調氏の後胤、黒木大蔵大輔源助能の末裔とされている。一説によれば、助能は摂津源氏の末裔または後鳥羽天皇の落胤ともされる人物である。その助能の長男である貞宗が現在の八女市北部の地（八女市山内城山あたり）を領し、犬尾城（のち生駒（野）城）を居城として河崎氏を称したとされている。
戦国期にみられる河崎鑑実（あきざね）や河崎鎮堯（しげたか、別名:河崎鎮則（しげのり）、鑑実の従兄弟・能堯の子）が大友義鑑・義鎮（宗麟）から1字を賜っていることから、大友氏に臣従していたものと思われる。河崎氏の当主となった出羽守鎮堯は、天正七年（1579年）、耳川の戦いによる大友氏の衰退を好機として筑後に進出してきた龍造寺隆信に居城の生駒野城（伊駒野城）攻められて降伏。鎮堯は命からがらに何とか城から落ち延びたが、この時に鎮堯をかばった多くの家臣を喪った。以降は隆信の代官として新たに筑後十郡を支配することとなった鍋島飛騨守信昌（のちの信生、直茂）に臣従することになる。のちに豊臣秀吉による九州征伐（島津氏征伐）が行われ、この際に鍋島直茂は早くから秀吉に誼を通じて、島津氏に恭順するような態度を見せながら裏ではこの征伐を促した。一方で鎮堯は秀吉に参礼しなかったために除封処分を受けてしまう（没収された領地は筑紫広門のものとなった）が、秀吉より領土を安堵された直茂の保護を引き続き受け、子孫は鍋島氏に仕えて佐賀藩士として続いた。